# Malaysia Open 2005
Die Malaysia Open 2005 im Badminton fanden vom 5. bis zum 10. Juli 2005 in Kuala Lumpur statt. Das Preisgeld betrug 120.000 Dollar.

## Sieger und Platzierte
| Disziplin    | Gold                         | Silber                   | Bronze                          |
| ------------ | ---------------------------- | ------------------------ | ------------------------------- |
| Herreneinzel | Lee Chong Wei                | Lin Dan                  | Peter Gade                      |
| Herreneinzel | Lee Chong Wei                | Lin Dan                  | Bao Chunlai                     |
| Dameneinzel  | Zhang Ning                   | Zhu Lin                  | Yao Jie                         |
| Dameneinzel  | Zhang Ning                   | Zhu Lin                  | Li Li                           |
| Herrendoppel | Sigit Budiarto Candra Wijaya | Cai Yun Fu Haifeng       | Alvent Yulianto Luluk Hadiyanto |
| Herrendoppel | Sigit Budiarto Candra Wijaya | Cai Yun Fu Haifeng       | Sang Yang Xie Zhongbo           |
| Damendoppel  | Yang Wei Zhang Jiewen        | Gao Ling Huang Sui       | Zhang Dan Zhang Yawen           |
| Damendoppel  | Yang Wei Zhang Jiewen        | Gao Ling Huang Sui       | Wei Yili Zhao Tingting          |
| Mixed        | Lee Jae-jin Lee Hyo-jung     | Chen Qiqiu Zhao Tingting | Nathan Robertson Gail Emms      |
| Mixed        | Lee Jae-jin Lee Hyo-jung     | Chen Qiqiu Zhao Tingting | Robert Blair Natalie Munt       |

## Finalergebnisse
| Disziplin    | Sieger                       | Finalist                 | Ergebnis          |
| ------------ | ---------------------------- | ------------------------ | ----------------- |
| Herreneinzel | Lee Chong Wei                | Lin Dan                  | 17-15, 9-15, 15-9 |
| Dameneinzel  | Zhang Ning                   | Zhu Lin                  | 11-6, 11-2        |
| Herrendoppel | Candra Wijaya Sigit Budiarto | Cai Yun Fu Haifeng       | 15-11, 17-14      |
| Damendoppel  | Yang Wei Zhang Jiewen        | Gao Ling Huang Sui       | 15-6, 15-8        |
| Mixed        | Lee Jae-jin Lee Hyo-jung     | Chen Qiqiu Zhao Tingting | 15-12, 15-11      |

## Ergebnisse

### Herreneinzel Qualifikation
- Ismail Saman –  Zulfari Abdullah: 15-11 / 15-5
- Jung Hoon-min –  James Chua: 15-2 / 15-9
- Nguyễn Tiến Minh –  Yong Yudianto: 15-5 / 15-9
- Shinya Ohtsuka –  Chong Chieh Lok: 15-3 / 17-14
- Mohd Hazwan Jamaluddin –  Paul Le Tocq: 15-6 / 15-0
- Law Yew Thien –  Nguyễn Quang Minh: 15-10 / 15-6
- Jeffer Rosobin –  Michael Lahnsteiner: 15-3 / 15-3
- Mohd Shafiq Jamaluddin –  Chan Yun Lung: 14-17 / 15-3 / 15-8
- Kenn Lim –  Peter Zauner: 15-5 / 15-7
- Chang Feng-chin –  Tuomas Candelin-Palmqvist: 15-1 / 15-2
- Salim Sameon –  Michael Trojan: 15-3 / 15-3
- Marcus Jansson –  Chen Wet Lim: 8-15 / 15-8 / 15-13
- Tan Chun Seang –  Jean-Michel Lefort: 15-10 / 15-10
- Lee Chen Yen –  Zairul Hafiz Zainudin: 15-2 / 15-1
- Gong Weijie –  Jürgen Koch: 15-8 / 15-3
- Azrihanif Azahar –  John Gordon: 15-5 / 7-15 / 15-12
- Jung Hoon-min –  Ismail Saman: 15-8 / 15-7
- Nguyễn Tiến Minh –  Shinya Ohtsuka: 15-12 / 14-17 / 15-8
- Law Yew Thien –  Mohd Hazwan Jamaluddin: 15-12 / 15-3
- Jeffer Rosobin –  Mohd Shafiq Jamaluddin: 15-4 / 15-10
- Kenn Lim –  Chang Feng-chin: 15-5 / 15-12
- Salim Sameon –  Marcus Jansson: 15-6 / 15-2
- Lee Chen Yen –  Tan Chun Seang: 15-11 / 10-15 / 15-6
- Gong Weijie –  Azrihanif Azahar: 15-6 / 15-9

### Herreneinzel
- Lin Dan –  Erwin Kehlhoffner: 15-7 / 15-6
- Ronald Susilo –  Eric Pang: 15-10 / 15-11
- Ng Wei –  Bobby Milroy: 15-11 / 17-14
- Chen Yu  –  Anders Boesen: 15-7 / 15-4
- Chen Hong –  Sho Sasaki: 15-9 / 10-15 / 15-4
- Sairul Amar Ayob –  Arvind Bhat: 15-6 / 15-3
- Kuan Beng Hong –  Jung Hoon-min: 15-1 / 15-3
- Sony Dwi Kuncoro –  Jens-Kristian Leth: 15-3 / 15-5
- Peter Gade –  Lee Tsuen Seng: 15-7 / 10-15 / 15-8
- Roslin Hashim –  Michael Christensen: 15-3 / 15-6
- Wong Choong Hann –  Peter Mikkelsen: 15-5 / 15-2
- Gong Weijie –  Liao Sheng-shiun: 15-9 / 15-6
- Muhammad Hafiz Hashim –  Xia Xuanze: 15-12 / 15-0
- Nguyễn Tiến Minh –  Pei Wee Chung: 15-8 / 15-3
- Jeffer Rosobin –  Shoji Sato: 15-5 / 12-15 / 17-15
- Shon Seung-mo –  Yousuke Nakanishi: 15-7 / 15-0
- Lee Yen Hui Kendrick –  Andrew Smith: 15-17 / 17-14 / 15-8
- Ville Lång –  Niels Christian Kaldau: w.o.
- Hidetaka Yamada –  Martyn Lewis: 15-7 / 15-9
- Taufik Hidayat –  Simon Maunoury: 15-6 / 15-9
- Ahn Hyun-suk –  Salim Sameon: 15-9 / 15-8
- Dicky Palyama –  George Rimarcdi: 15-6 / 15-9
- Agus Hariyanto –  Nikhil Kanetkar: 15-0 / 15-5
- Lee Chong Wei –  Lee Cheol-ho: 15-6 / 17-15
- Joachim Persson –  Lee Chen Yen: 15-12 / 15-10
- Yeoh Kay Bin –  Björn Joppien: 15-8 / 15-2
- Simon Santoso –  Kenn Lim: 15-3 / 15-8
- Bao Chunlai –  Lee Hyun-il: 15-1 / 15-7
- Chen Jin –  Yohan Hadikusumo Wiratama: 15-4 / 15-13
- Poompat Sapkulchananart –  Jang Young-soo: 15-11 / 15-10
- Khrishnan Yogendran –  Andrew Dabeka: 11-15 / 15-8 / 15-3
- Kenneth Jonassen –  Law Yew Thien: 15-5 / 15-7
- Lin Dan –  Ronald Susilo: 15-7 / 15-13
- Ng Wei –  Chen Yu: 15-11 / 15-11
- Chen Hong –  Sairul Amar Ayob: 17-16 / 10-15 / 15-9
- Sony Dwi Kuncoro –  Kuan Beng Hong: 15-13 / 15-8
- Peter Gade –  Roslin Hashim: 4-15 / 15-6 / 15-7
- Wong Choong Hann –  Gong Weijie: 17-14 / 15-5
- Muhammad Hafiz Hashim –  Nguyễn Tiến Minh: 15-1 / 15-11
- Shon Seung-mo –  Jeffer Rosobin: 15-6 / 15-12
- Lee Yen Hui Kendrick –  Ville Lång: 15-2 / 15-12
- Taufik Hidayat –  Hidetaka Yamada: 15-11 / 15-7
- Dicky Palyama –  Ahn Hyun-suk: 17-15 / 15-10
- Lee Chong Wei –  Agus Hariyanto: 15-9 / 15-3
- Joachim Persson –  Yeoh Kay Bin: 10-15 / 15-10 / 17-16
- Bao Chunlai –  Simon Santoso: 15-6 / 15-5
- Chen Jin –  Poompat Sapkulchananart: 15-8 / 15-2
- Kenneth Jonassen –  Khrishnan Yogendran: 15-1 / 15-1
- Lin Dan –  Ng Wei: 15-6 / 15-12
- Chen Hong –  Sony Dwi Kuncoro: 15-11 / 15-9
- Peter Gade –  Wong Choong Hann: 15-11 / 15-1
- Muhammad Hafiz Hashim –  Shon Seung-mo: 15-10 / 15-11
- Taufik Hidayat –  Lee Yen Hui Kendrick: 15-11 / 15-6
- Lee Chong Wei –  Dicky Palyama: 15-6 / 15-4
- Bao Chunlai –  Joachim Persson: 15-2 / 15-4
- Chen Jin –  Kenneth Jonassen: 15-6 / 10-15 / 15-4
- Lin Dan –  Chen Hong: w.o.
- Peter Gade –  Muhammad Hafiz Hashim: 15-10 / 12-15 / 15-5
- Lee Chong Wei –  Taufik Hidayat: 15-5 / 15-0
- Bao Chunlai –  Chen Jin: 15-8 / 15-7
- Lin Dan –  Peter Gade: 9-15 / 15-2 / 15-5
- Lee Chong Wei –  Bao Chunlai: 11-15 / 15-12 / 15-9
- Lee Chong Wei –  Lin Dan: 17-15 / 9-15 / 15-9

### Dameneinzel Qualifikation
- Yu Hirayama –  Camilla Sørensen: 11-4 / 11-0
- Chiu Yi-ju –  Lenny Permana: 11-6 / 11-1
- Yoshimi Hataya –  Wong Mew Choo: 11-8 / 4-11 / 11-9
- Lu Lan –  Yip Pui Yin: 11-5 / 11-5
- Weny Rasidi –  Rachel van Cutsen: 11-4 / 11-6
- Zhu Lin –  Nanna Brosolat Jensen: 11-3 / 11-5
- Huang Chia-hsin –  Anita Raj Kaur: 11-5 / 11-9
- Jiang Yanjiao –  Lê Ngọc Nguyên Nhung: 11-2 / 11-6
- Yu Hirayama –  Chiu Yi-ju: 11-7 / 11-4
- Lu Lan –  Yoshimi Hataya: 11-9 / 11-3
- Zhu Lin –  Weny Rasidi: 11-1 / 11-0
- Jiang Yanjiao –  Huang Chia-hsin: 11-6 / 11-5

### Dameneinzel
- Li Li –  Xie Xingfang: 11-5 / 7-11 / 11-8
- Anna Rice –  Simone Prutsch: 11-8 / 4-11 / 11-2
- Wang Chen –  Jiang Yanjiao: 13-10 / 11-4
- Yu Hirayama –  Kanako Yonekura: 11-8 / 4-11 / 11-8
- Mia Audina –  Pi Hongyan: 11-7 / 11-5
- Lu Lan –  Salakjit Ponsana: 9-11 / 11-8 / 11-4
- Zhou Mi –  Lee Yun-hwa: 11-5 / 11-3
- Zhu Lin –  Sutheaswari Mudukasan: 11-5 / 11-0
- Jang Soo-young –  Rita Yuan Gao: 11-8 / 11-3
- Xu Huaiwen –  Petya Nedelcheva: 4-11 / 11-7 / 11-6
- Zhang Beiwen –  Tatiana Vattier: 11-9 / 11-8
- Yao Jie –  Eriko Hirose: 11-5 / 11-4
- Kaori Mori –  Molthila Kitjanon: 11-6 / 11-2
- Tracey Hallam –  Hwang Hye-youn: 11-7 / 11-8
- Seo Yoon-hee –  Charmaine Reid: 11-2 / 11-4
- Zhang Ning –  Cheng Shao-chieh: 11-1 / 11-2
- Li Li –  Anna Rice: 11-4 / 11-2
- Yu Hirayama –  Wang Chen: 12-13 / 11-4 / 11-9
- Lu Lan –  Mia Audina: 11-7 / 2-11 / 11-6
- Zhu Lin –  Zhou Mi: 11-8 / 1-11 / 11-6
- Xu Huaiwen –  Jang Soo-young: 11-13 / 11-3 / 13-10
- Yao Jie –  Zhang Beiwen: 11-1 / 11-7
- Kaori Mori –  Tracey Hallam: 9-11 / 11-1 / 11-4
- Zhang Ning –  Seo Yoon-hee: 11-7 / 11-6
- Li Li –  Yu Hirayama: 11-9 / 11-4
- Zhu Lin –  Lu Lan: 11-9 / 11-6
- Yao Jie –  Xu Huaiwen: 8-11 / 11-3 / 11-9
- Zhang Ning –  Kaori Mori: 11-7 / 11-6
- Zhu Lin –  Li Li: 11-3 / 11-3
- Zhang Ning –  Yao Jie: 11-3 / 11-5
- Zhang Ning –  Zhu Lin: 11-6 / 11-2

### Herrendoppel Qualifikation
- Simon Archer /  Anthony Clark –  Lim Fang Yang /  Chuen Jein Tay: 15-4 / 15-2
- Kantharoopan Ponniah /  Fredyno Saha –  Michael Lahnsteiner /  Michael Trojan: 15-8 / 15-8
- Jeon Jun-bum /  Yoo Yeon-seong –  Yik Xiang Loo /  Ong Jian Guo: 15-4 / 15-2
- Nguyễn Quang Minh /  Trần Thanh Hải –  Kok Leong Au /  Tze Seong Chin: 15-7 / 15-11
- Hong Chieng Hun /  Ng Kean Kok –  Kang Myeong-won /  Lee Yong-dae: 15-4 / 13-15 / 15-13
- Noriyasu Hirata /  Hajime Komiyama –  Hu Chung-shien /  Tsai Chia-hsin: 15-10 / 15-7
- Chew Choon Eng /  Wong Choong Hann –  Jürgen Koch /  Peter Zauner: 15-3 / 10-15 / 17-15
- Songphon Anugritayawon /  Nitipong Saengsila –  Chan Kwong Beng /  Chong Chieh Lok: 15-9 / 15-2
- Simon Archer /  Anthony Clark –  Kantharoopan Ponniah /  Fredyno Saha: 15-5 / 15-11
- Jeon Jun-bum /  Yoo Yeon-seong –  Nguyễn Quang Minh /  Trần Thanh Hải: 15-7 / 15-8
- Hong Chieng Hun /  Ng Kean Kok –  Noriyasu Hirata /  Hajime Komiyama: 12-15 / 15-4 / 15-13
- Chew Choon Eng /  Wong Choong Hann –  Songphon Anugritayawon /  Nitipong Saengsila: 15-5 / 11-15 / 17-15

### Herrendoppel
- Alvent Yulianto /  Luluk Hadiyanto –  Zakry Abdul Latif /  Gan Teik Chai: 15-8 / 11-15 / 17-15
- Choong Tan Fook /  Lee Wan Wah –  Eng Hian /  Flandy Limpele: 17-16 / 15-12
- Chan Chong Ming /  Koo Kien Keat –  Rasmus Andersen /  Michael Lamp: 15-1 / 15-6
- Hendra Gunawan /  Joko Riyadi –  Keita Masuda /  Tadashi Ohtsuka: 8-15 / 17-16 / 15-12
- Cai Yun /  Fu Haifeng –  Han Sang-hoon /  Hwang Ji-man: 15-11 / 4-15 / 15-6
- Lin Woon Fui /  Fairuzizuan Tazari –  Ruben Gordown Khosadalina /  Aji Basuki Sindoro: 15-11 / 15-5
- Mathias Boe /  Carsten Mogensen –  Robert Blair /  Nathan Robertson: 17-14 / 15-12
- Thomas Laybourn /  Peter Steffensen –  Hong Chieng Hun /  Ng Kean Kok: 17-14 / 15-12
- Jeon Jun-bum /  Yoo Yeon-seong –  Erwin Kehlhoffner /  Thomas Quéré: 15-7 / 15-12
- Chew Choon Eng /  Wong Choong Hann –  Jung Jae-sung /  Lee Jae-jin: 3-15 / 15-7 / 15-11
- Simon Archer /  Anthony Clark –  David Lindley /  Kristian Roebuck: 15-6 / 11-15 / 15-8
- Sigit Budiarto /  Candra Wijaya –  Shintaro Ikeda /  Shuichi Sakamoto: 15-9 / 15-9
- Sang Yang /  Xie Zhongbo –  John Gordon /  Daniel Shirley: 17-15 / 15-6
- Markis Kido /  Hendra Setiawan –  Liu Kwok Wa /  Albertus Susanto Njoto: 06. Mrz
- Ong Soon Hock /  Tan Bin Shen –  Matthew Hughes /  Martyn Lewis: 15-4 / 15-9
- Patapol Ngernsrisuk /  Sudket Prapakamol –  Lars Paaske /  Jonas Rasmussen: 1-15 / 15-9 / 15-13
- Alvent Yulianto /  Luluk Hadiyanto –  Choong Tan Fook /  Lee Wan Wah: 15-2 / 16-17 / 15-7
- Chan Chong Ming /  Koo Kien Keat –  Hendra Gunawan /  Joko Riyadi: 15-13 / 15-5
- Cai Yun /  Fu Haifeng –  Lin Woon Fui /  Fairuzizuan Tazari: 5-15 / 15-5 / 15-12
- Thomas Laybourn /  Peter Steffensen –  Mathias Boe /  Carsten Mogensen: 15-8 / 6-15 / 11-15
- Jeon Jun-bum /  Yoo Yeon-seong –  Chew Choon Eng /  Wong Choong Hann: 17-15 / 15-10
- Sigit Budiarto /  Candra Wijaya –  Simon Archer /  Anthony Clark: 15-10 / 15-10
- Sang Yang /  Xie Zhongbo –  Markis Kido /  Hendra Setiawan: 15-12 / 15-12
- Ong Soon Hock /  Tan Bin Shen –  Patapol Ngernsrisuk /  Sudket Prapakamol: 15-11 / 15-13
- Alvent Yulianto /  Luluk Hadiyanto –  Chan Chong Ming /  Koo Kien Keat: 17-16 / 15-7
- Cai Yun /  Fu Haifeng –  Thomas Laybourn /  Peter Steffensen: 15-6 / 15-6
- Sigit Budiarto /  Candra Wijaya –  Jeon Jun-bum /  Yoo Yeon-seong: 15-4 / 15-11
- Sang Yang /  Xie Zhongbo –  Ong Soon Hock /  Tan Bin Shen: 17-16 / 9-15 / 15-12
- Cai Yun /  Fu Haifeng –  Alvent Yulianto /  Luluk Hadiyanto: 15-10 / 15-10
- Sigit Budiarto /  Candra Wijaya –  Sang Yang /  Xie Zhongbo: 15-6 / 15-5
- Sigit Budiarto /  Candra Wijaya –  Cai Yun /  Fu Haifeng: 15-11 / 17-14

### Damendoppel Qualifikation
- Apriliana Rintan /  Rani Mundiasti –  Amelia Alicia Anscelly /  Swee Wenn Ooi: 15-3 / 15-1
- Jun Woul-sik /  Jung Youn-kyung –  Goh Liu Ying /  Stephanie Shalini Sukumaran: 15-0 / 15-8
- Norshahliza Baharum /  Anita Raj Kaur –  Elin Bergblom /  Emelie Fabbeke: 10-15 / 15-2 / 15-7
- Liu Chia-Chi /  Liu Hsiao-Jo –  Bee Ling Ho /  Woon Khe Wei: 15-11 / 9-15 / 15-7
- Ha Jung-eun /  Park Soo Hee –  Chong Sook Chin /  Ng Hui Lin: 15-12 / 13-15 / 15-4
- Petya Nedelcheva /  Rita Yuan Gao –  Ang Li Peng /  Lim Pek Siah: w.o.
- Haw Chiou Hwee /  Julia Wong Pei Xian –  Chiu Yi-ju /  Pai Hsiao-ma: 15-7 / 15-8
- Lê Ngọc Nguyên Nhung /  Ngô Hải Vân –  Nairul Suhaida Abdul Latif /  Jeslyn Swi Ling Pang: 15-12 / 15-12
- Jun Woul-sik /  Jung Youn-kyung –  Apriliana Rintan /  Rani Mundiasti: 9-15 / 15-10 / 15-11
- Norshahliza Baharum /  Anita Raj Kaur –  Liu Chia-Chi /  Liu Hsiao-Jo: 12-15 / 15-3 / 15-11
- Petya Nedelcheva /  Rita Yuan Gao –  Ha Jung-eun /  Park Soo Hee: 17-14 / 15-12
- Haw Chiou Hwee /  Julia Wong Pei Xian –  Lê Ngọc Nguyên Nhung /  Ngô Hải Vân: 15-7 / 15-8

### Damendoppel
- Yang Wei /  Zhang Jiewen –  Elodie Eymard /  Weny Rasidi: 15-1 / 15-1
- Jiang Yanmei /  Li Yujia –  Jun Woul-sik /  Jung Youn-kyung: 17-14 / 15-9
- Chin Eei Hui /  Wong Pei Tty –  Duanganong Aroonkesorn /  Kunchala Voravichitchaikul: 15-12 / 15-0
- Miyuki Maeda /  Satoko Suetsuna –  Chou Chia-chi /  Ku Pei-ting: 12-15 / 15-9 / 15-8
- Lee Hyo-jung /  Lee Kyung-won –  Jo Novita /  Lita Nurlita: 15-8 / 15-9
- Gail Emms /  Donna Kellogg –  Norshahliza Baharum /  Anita Raj Kaur: 15-1 / 15-6
- Zhang Dan /  Zhang Yawen –  Aki Akao /  Tomomi Matsuda: 15-0 / 15-10
- Pernille Harder /  Helle Nielsen –  Haw Chiou Hwee /  Julia Wong Pei Xian: 15-1 / 15-3
- Kumiko Ogura /  Reiko Shiota –  Petya Nedelcheva /  Rita Yuan Gao: 15-3 / 15-5
- Sathinee Chankrachangwong /  Saralee Thungthongkam –  Helen Nichol /  Charmaine Reid: 15-3 / 15-1
- Fong Chew Yen /  Phui Leng See –  Li Wing Mui /  Wong Man Ching: 15-9 / 15-7
- Gao Ling /  Huang Sui –  Cheng Wen-hsing /  Chien Yu-chin: 15-7 / 15-2
- Britta Andersen /  Mette Schjoldager –  Rachel van Cutsen /  Paulien van Dooremalen: 15-4 / 15-9
- Ella Tripp /  Joanne Nicholas –  Kamila Augustyn /  Nadieżda Zięba: 5-15 / 15-9 / 15-6
- Tracey Hallam /  Natalie Munt –  Mooi Hing Yau /  Ooi Sock Ai: 15-8 / 17-15
- Wei Yili /  Zhao Tingting –  Lena Frier Kristiansen /  Kamilla Rytter Juhl: 13-15 / 15-7 / 15-4
- Yang Wei /  Zhang Jiewen –  Jiang Yanmei /  Li Yujia: w.o.
- Chin Eei Hui /  Wong Pei Tty –  Miyuki Maeda /  Satoko Suetsuna: 13-15 / 15-13 / 15-3
- Gail Emms /  Donna Kellogg –  Lee Hyo-jung /  Lee Kyung-won: 15-6 / 17-15
- Zhang Dan /  Zhang Yawen –  Pernille Harder /  Helle Nielsen: 15-11 / 15-3
- Sathinee Chankrachangwong /  Saralee Thungthongkam –  Kumiko Ogura /  Reiko Shiota: 15-2 / 15-10
- Gao Ling /  Huang Sui –  Fong Chew Yen /  Phui Leng See: 15-1 / 15-1
- Ella Tripp /  Joanne Nicholas –  Britta Andersen /  Mette Schjoldager: w.o.
- Wei Yili /  Zhao Tingting –  Tracey Hallam /  Natalie Munt: 15-2 / 15-3
- Yang Wei /  Zhang Jiewen –  Chin Eei Hui /  Wong Pei Tty: 15-11 / 15-2
- Zhang Dan /  Zhang Yawen –  Gail Emms /  Donna Kellogg: 15-2 / 15-4
- Gao Ling /  Huang Sui –  Sathinee Chankrachangwong /  Saralee Thungthongkam: 15-12 / 15-5
- Wei Yili /  Zhao Tingting –  Ella Tripp /  Joanne Nicholas: 15-9 / 15-5
- Yang Wei /  Zhang Jiewen –  Zhang Dan /  Zhang Yawen: 15-8 / 15-9
- Gao Ling /  Huang Sui –  Wei Yili /  Zhao Tingting: w.o.
- Yang Wei /  Zhang Jiewen –  Gao Ling /  Huang Sui: 15-6 / 15-8

### Mixed Qualifikation
- Yoo Yeon-seong /  Jung Youn-kyung –  Hajime Komiyama /  Tomomi Matsuda: 17-16 / 15-10
- Kristian Roebuck /  Joanne Nicholas –  Thomas Quéré /  Elodie Eymard: 15-3 / 15-8
- Nitipong Saengsila /  Duanganong Aroonkesorn –  Pak Chuu Chow /  Nairul Suhaida Abdul Latif: 15-7 / 15-7
- Hu Chung-shien /  Liu Chia-Chi –  Jung Jae-sung /  Lee Kyung-won: 15-13 / 15-6
- Rasmus Andersen /  Britta Andersen –  Tan Bin Shen /  Phui Leng See: 15-3 / 15-6
- Shintaro Ikeda /  Satoko Suetsuna –  Paul Le Tocq /  Kerry Ann Sheppard: 15-1 / 15-1
- Trần Thanh Hải /  Ngô Hải Vân –  Henri Hurskainen /  Emelie Fabbeke: 17-14 / 7-15 / 15-6
- Ong Soon Hock /  Mooi Hing Yau –  Jeon Jun-bum /  Jun Woul-sik: 15-11 / 13-15 / 15-12
- Yoo Yeon-seong /  Jung Youn-kyung –  Kristian Roebuck /  Joanne Nicholas: 15-7 / 15-11
- Nitipong Saengsila /  Duanganong Aroonkesorn –  Hu Chung-shien /  Liu Chia-Chi: 15-13 / 15-8
- Shintaro Ikeda /  Satoko Suetsuna –  Rasmus Andersen /  Britta Andersen: 15-11 / 15-13
- Ong Soon Hock /  Mooi Hing Yau –  Trần Thanh Hải /  Ngô Hải Vân: 13-15 / 15-5 / 15-4

### Mixed
- Nathan Robertson /  Gail Emms –  Xie Zhongbo /  Zhang Yawen: 9-15 / 15-4 / 15-7
- Devin Lahardi Fitriawan /  Vita Marissa –  Jean-Michel Lefort /  Weny Rasidi: 15-7 / 15-6
- Thomas Laybourn /  Kamilla Rytter Juhl –  Anggun Nugroho /  Tetty Yunita: 15-1 / 10-15 / 15-12
- Anthony Clark /  Donna Kellogg –  Koo Kien Keat /  Wong Pei Tty: 15-7 / 15-13
- Chen Qiqiu /  Zhao Tingting –  Martin Lundgaard Hansen /  Mette Schjoldager: 15-11 / 15-4
- Lee Yong-dae /  Ha Jung-eun –  Ong Soon Hock /  Mooi Hing Yau: 15-2 / 15-5
- Sudket Prapakamol /  Saralee Thungthongkam –  Muhammad Rizal /  Endang Nursugianti: 9-15 / 15-11 / 15-1
- Hendri Kurniawan Saputra /  Li Yujia –  Fairuzizuan Tazari /  Ooi Sock Ai: 15-2 / 15-4
- Carsten Mogensen /  Helle Nielsen –  Nitipong Saengsila /  Duanganong Aroonkesorn: 15-4 / 15-3
- Lee Jae-jin /  Lee Hyo-jung –  Keita Masuda /  Miyuki Maeda: 15-2 / 15-10
- Peter Steffensen /  Lena Frier Kristiansen –  Tsai Chia-hsin /  Cheng Wen-hsing: 15-12 / 4-15 / 15-13
- Nova Widianto /  Liliyana Natsir –  Daniel Shirley /  Sara Runesten-Petersen: 15-9 / 15-8
- Shintaro Ikeda /  Satoko Suetsuna –  Hendra Wijaya /  Liu Fan Frances: 17-16 / 15-10
- Robert Blair /  Natalie Munt –  Gan Teik Chai /  Fong Chew Yen: 15-9 / 15-9
- Songphon Anugritayawon /  Kunchala Voravichitchaikul –  Yoo Yeon-seong /  Jung Youn-kyung: 15-10 / 15-6
- Zhang Jun /  Gao Ling –  Michael Lamp /  Pernille Harder: 15-8 / 15-6
- Nathan Robertson /  Gail Emms –  Devin Lahardi Fitriawan /  Vita Marissa: 15-5 / 15-12
- Thomas Laybourn /  Kamilla Rytter Juhl –  Anthony Clark /  Donna Kellogg: 17-14 / 15-8
- Chen Qiqiu /  Zhao Tingting –  Lee Yong-dae /  Ha Jung-eun: 15-6 / 15-1
- Sudket Prapakamol /  Saralee Thungthongkam –  Hendri Kurniawan Saputra /  Li Yujia: 15-11 / 15-8
- Lee Jae-jin /  Lee Hyo-jung –  Carsten Mogensen /  Helle Nielsen: 9-15 / 15-11 / 17-16
- Nova Widianto /  Liliyana Natsir –  Peter Steffensen /  Lena Frier Kristiansen: 15-5 / 15-9
- Robert Blair /  Natalie Munt –  Shintaro Ikeda /  Satoko Suetsuna: 11-15 / 15-4 / 15-5
- Songphon Anugritayawon /  Kunchala Voravichitchaikul –  Zhang Jun /  Gao Ling: 15-9 / 2-15 / 15-11
- Nathan Robertson /  Gail Emms –  Thomas Laybourn /  Kamilla Rytter Juhl: 15-6 / 15-8
- Chen Qiqiu /  Zhao Tingting –  Sudket Prapakamol /  Saralee Thungthongkam: 15-9 / 15-7
- Lee Jae-jin /  Lee Hyo-jung –  Nova Widianto /  Liliyana Natsir: 15-8 / 15-8
- Robert Blair /  Natalie Munt –  Songphon Anugritayawon /  Kunchala Voravichitchaikul: 17-15 / 8-15 / 17-16
- Chen Qiqiu /  Zhao Tingting –  Nathan Robertson /  Gail Emms: 15-8 / 15-13
- Lee Jae-jin /  Lee Hyo-jung –  Robert Blair /  Natalie Munt: 8-15 / 15-9 / 15-6
- Lee Jae-jin /  Lee Hyo-jung –  Chen Qiqiu /  Zhao Tingting: 15-12 / 15-11